# Isthmohyla pseudopuma
Espèce
Synonymes
- Hyla pseudopuma Günther, 1901

Statut de conservation UICN

 LC  : Préoccupation mineure
Isthmohyla pseudopuma est une espèce d'amphibiens de la famille des Hylidae.

## Répartition
Cette espèce se rencontre au Costa Rica et dans l'ouest du Panama entre 1 120 et 2 340 m d'altitude dans les cordillères de Tilarán, Centrale et de Talamanca.

## Publication originale
- Günther, 1901 : Reptilia and Batrachia, Biologia Centrali-Américana, Taylor, & Francis, London, p. 1-326 (texte intégral).